# Vangelo di Barnaba
Il Vangelo di Barnaba è un testo apocrifo di epoca tarda, probabilmente scritto in spagnolo nel XIV secolo. L'attribuzione è a Barnaba.

## Storia
Secondo la maggior parte degli storici l'attribuzione è pseudoepigrafa e l'opera è di tarda origine islamica e il riferimento del Decreto Gelasiano riguarda gli Atti di Barnaba. Tuttavia, tra gli Actus, Evangelium Liber, Opuscula, in cui il Decretum Gelasianum suddivise gli apocrifi, è presente un «Evangelium nomine Barnabae», quale unico riferimento a tale autore. A causa dei numerosi anacronismi contenuti, in particolare una durata del giubileo in vigore per un solo breve lasso di tempo, è pressoché certo sia stato scritto tra il 1300 e il 1350. Secondo alcuni studiosi musulmani sarebbe invece un originale testo apostolico, dal momento che questo legittimerebbe la loro cristologia. Tuttavia questo vangelo non viene citato né nel Corano né nelle tradizioni profetiche. Descrive Gesù come un uomo (non Dio) precursore di Maometto e racconta che Giuda Iscariota fu processato e crocifisso al posto di Gesù.
Sono pervenuti a noi due manoscritti del Vangelo di Barnaba, uno custodito in Spagna e uno in Italia. Il manoscritto italiano è generalmente datato intorno al 1600 e quello spagnolo intorno al 1800, sebbene alcuni biblisti propongano una datazione intorno al 1400: sebbene gran parte di ciò che viene detto nel Vangelo di Barnaba sia privo di riferimenti temporali, i pochi dettagli che emergono in questo senso, possono essere ricollegati con precisione al XIV secolo. La prova più evidente è la menzione del giubileo centenario nei capitoli 82 e 83. Dal momento che il Giubileo cristiano è stato ridotto nel 1349 a 50 anni (e più tardi a 25), la menzione di un giubileo centenario colloca la datazione del testo nella prima metà del XIV secolo. Altri anacronismi presenti nel testo sono:
- Capitolo 91: si riferisce ai "40 Giorni" come una festa annuale, ma il digiuno per 40 giorni durante la Quaresima non può essere fatta risalire prima del 325.
- Capitolo 152: descrive che il vino viene conservato in botti di legno, non furono utilizzate nell'impero romano fino a circa 300 anni dopo la nascita di Gesù.
- Citazioni dal Vecchio Testamento corrispondono alle letture della Vulgata latina, che San Girolamo non aveva nemmeno iniziato nel 328.